# Bachčisaraj
Bachčisaraj (ukrajinsky a rusky Бахчисарай, krymskou tatarštinou Bağçasaray) je město na Krymu, sporném území považovaném za část Ukrajiny, ale ovládaném od Krymské krize Ruskem. Jedná se o někdejší centrum Krymského chanátu. Leží přibližně na polovině cesty mezi městy Simferopol a Sevastopol, s nimiž je spojeno příměstskými vlaky. Město je sídlem bachčisarajského rajónu. Žije zde zhruba 26 000 obyvatel. Ještě před rozpadem Sovětského svazu se sem začali vracet Krymští Tataři (kteří do násilné deportace nařízené Stalinem v květnu 1944 tvořili většinu obyvatelstva) a s nimi také islám.

## Historie
V roce 1532 se město stalo centrem Krymského chanátu.

## Význam
Město je známým turistickým cílem zejména díky malebnému Chánskému paláci (odtud je odvozen i název — pochází z perského باغچه‌سرای , UniPers bâqce sarây — „zahradní palác“). V paláci, který dnes funguje jako museum, se kromě dalších pamětihodností nachází Fontána slz, kterou proslavil ruský básník Alexandr Puškin v romantické poémě Bachčisarajská fontána. Dalším romantickým básníkem, jenž zde pobýval, byl Polák Adam Mickiewicz.
V kopcích za městem se nachází starobylý mužský jeskynní klášter Nanebevzetí a o něco dále pak jeskynní město Čufut-kale, nejsvatější místo Karaimů, Josafatovo údolí a řada dalších památek.
V rámci projektů rozvojové spolupráce České republiky byly ve městě a jeho okolí vyznačeny turistické trasy podle českých standardů a také vzniklo turistické informační centrum, které 10. června 2011 slavnostně otevřeli první náměstek ministra zahraničních věcí Jiří Schneider společně s prvním náměstkem ministra turistiky Autonomní republiky Krym Alexandrem Lievem.

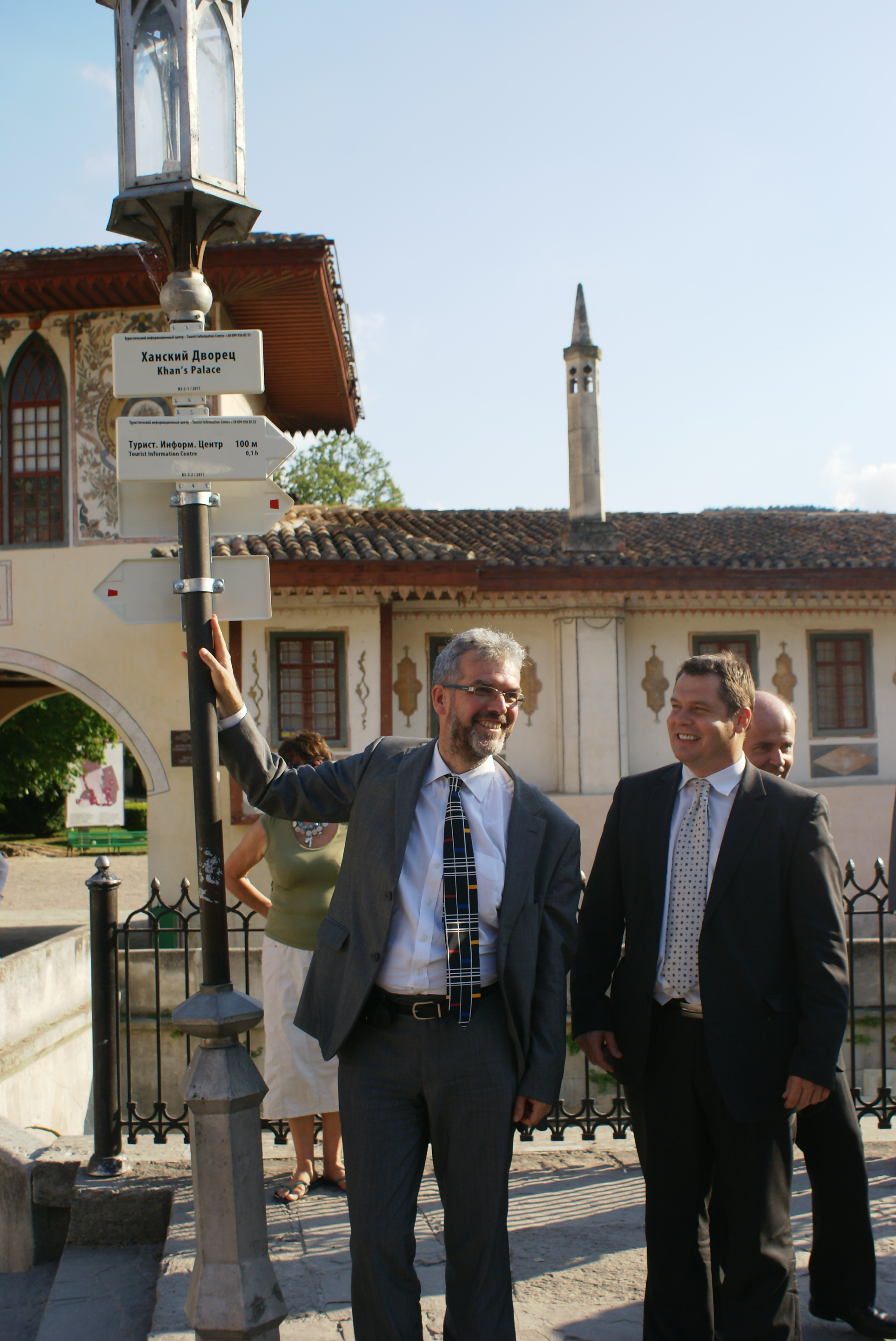
První náměstek ministra zahraničních věcí ČR Jiří Schneider a Chargé d’affaires ČR na Ukrajině Vítězslav Pivoňka po slavnostní inauguraci turistického značení dle českých zvyklostí před Chánovým paláci v Bachčisaraji

## Paleontologie
V roce 1934 byly na hoře Beš-Koš u Bachčisaraje objeveny fosilní pozůstatky velkého ornitopodního dinosaura, pojmenovaného roku 1945 Orthomerus weberae (a roku 2015 přejmenovaného na Riabininohadros weberae). Tento býložravý dinosaurus zde žil v období pozdní křídy, asi před 72 až 66 miliony let.

## Partnerská města
- Kotlas, Rusko